# Welsh Scottish League 2000-01
El Campeonato de Rugby de Gales (Welsh-Scottish League) de 2000-01 fue la decimoprimera edición del principal torneo de rugby de Gales.

## Sistema de disputa
El torneo se disputó en formato de todos contra todos en la que cada equipo enfrentó en condición de local y visitante a cada uno de sus rivales.
El equipo que al finalizar el torneo obtuviera mayor cantidad de puntos, se coronó como campeón del torneo, mientras que la última posición descendió directamente a la División 2.
Puntuación
Para ordenar a los equipos en la tabla de posiciones se los puntuará según los resultados obtenidos.
- 3 puntos por victoria.
- 1 puntos por empate.
- 0 puntos por derrota.

## Clasificación
| Pos. | Equipo              | Encuentros | Encuentros | Encuentros | Encuentros | Tantos | Tantos | Tantos | Puntos |
| Pos. | Equipo              | PJ         | PG         | PE         | PP         | F      | C      | Dif    | Puntos |
| ---- | ------------------- | ---------- | ---------- | ---------- | ---------- | ------ | ------ | ------ | ------ |
| 1.º  | Swansea             | 22         | 18         | 0          | 4          | 844    | 377    | +467   | 54     |
| 2.º  | Cardiff             | 22         | 16         | 0          | 6          | 665    | 410    | +255   | 48     |
| 3.º  | Newport             | 22         | 14         | 0          | 8          | 660    | 388    | +272   | 42     |
| 4.º  | Llanelli            | 22         | 14         | 0          | 8          | 663    | 484    | +179   | 42     |
| 5.º  | Bridgend            | 22         | 13         | 0          | 9          | 637    | 479    | +158   | 39     |
| 6.º  | Neath               | 22         | 12         | 1          | 9          | 639    | 439    | +96    | 37     |
| 7.º  | Glasgow Caledonians | 22         | 12         | 0          | 10         | 645    | 608    | +37    | 36     |
| 8.º  | Edinburgh Reivers   | 22         | 11         | 0          | 11         | 540    | 667    | -127   | 33     |
| 9.º  | Pontypridd          | 22         | 10         | 0          | 12         | 635    | 541    | +94    | 30     |
| 10.º | Caerphilly          | 22         | 5          | 1          | 16         | 464    | 729    | -265   | 16     |
| 11.º | Ebbw Vale           | 22         | 5          | 0          | 17         | 428    | 741    | -313   | 15     |
| 12.º | Cross Keys          | 22         | 1          | 0          | 21         | 247    | 1100   | -853   | 3      |

|  | Campeón y clasificado a la Copa Heineken 2001–02. |
|  | Clasificado a la Copa Heineken 2001–02.           |
|  | Descendido a la División 2.                       |

| Bandera de Gales |
| Campeón Swansea  |
| Cuarto título    |